# Marriott
Marriott je priimek več oseb:
- Andy Marriott, valižanski nogometaš
- Hugh Leslie Marriott, britanski general
- John Charles Oakes Marriott, britanski general